# Анна фон Хоенлое-Валденбург
Анна фон Хоенлое-Валденбург (на немски: Anna von Hohenlohe-Waldenburg; * 1520; † 7 март 1594) е графиня от Хоенлое-Валденбург и чрез женитби вилд-и Рейнграфиня в Залм-Кирбург-Мьорхинген (1540 – 1548) и графиня на Сайн (1549 – 1560).

## Произход
Тя е дъщеря на граф Георг I фон Хоенлое-Валденбург (1488 – 1551) и първата му съпруга Пракседис фон Зулц (1495 – 1521), дъщеря на граф Рудолф V фон Зулц († 1535), ландграф в Клетгау, и Маргарета фон Валдбург-Зоненберг († 1546). Баща ѝ Георг се жени втори път 1529 г. за Хелена фон Валдбург-Волфег-Зайл (1514 – 1567).
Анна фон Хоенлое-Валденбург умира на 7 март 1594 г. и е погребана в „Париш-църквата“ в Кирн, Рейнланд-Пфалц.

## Фамилия
Първи брак: на 14 януари 1540 г. във Валденбург с вилд-и Рейнграф Йохан VIII фон Залм-Кирбург-Мьорхинген (* 1522; † октомври 1548), син на Йохан VII († 1531), граф на Залм, вилд-и Рейнграф в Кирбург, и съпругата му Анна фон Изенбург-Бюдинген-Келстербах († 1551/1557). Те имат децата:
- Филип Алберт († млад)
- Ото I (1538 – 1607), вилд-и Рейнграф в Кирбург-Мьорхинген, женен на 23 юни 1567 г. във Вайлбург за графиня Отилия фон Насау-Вайлбург (1546 – ок. 1610)
- Волфганг († млад)

Втори брак: на 16 февруари 1549 г. с граф Йохан IX фон Сайн (* 1518; † 20 март 1560), син на граф Йохан VIII (V) фон Сайн (1491 – 1529) и графиня Отилия фон Насау-Саарбрюкен (1492 – 1554). Тя е втората му съпруга. Той е вдовец на Елизабет фон Холщайн-Шауенбург († 15 януари 1545) и има пет деца. Те имат една дъщеря:
- Анна Амалия (1551 – 1571), омъжена на 27 юли 1567 г. за граф Георг III фон Ербах († 1605)